# むすびまち
むすびまちは、茨城県常総市にある地名。郵便番号は300-2508。

## 地理
道の駅常総の設置に伴い、常総インターチェンジ近辺に設置された地名である。

## 歴史

### 沿革
- 2023年（令和5年）4月 - 三坂新田町の一部をもってむすびまちが成立[2]。

## 世帯数と人口
2025年（令和7年）4月1日現在の世帯数と人口は以下のとおりである。
| 地区名     | 世帯数 | 人口 |
| ---------- | ------ | ---- |
| むすびまち | 11世帯 | 11人 |

## 小・中学校の学区
町立小・中学校に通う場合、学区は以下の通りとなる。
|      | 小学校             | 中学校             |
| ---- | ------------------ | ------------------ |
| 全域 | 常総市立五箇小学校 | 常総市立鬼怒中学校 |

## 交通
- 国道294号
- 首都圏中央連絡自動車道（国道468号）
- 茨城県道123号土浦坂東線

## 施設
- 道の駅常総